# Peperomia quadrifolia
Peperomia quadrifolia là một loài thực vật có hoa trong họ Hồ tiêu. Loài này được (L.) Kunth miêu tả khoa học đầu tiên năm 1816.